# Адріан Волоколамський
Святий Адріан Волоколамский (15 — 16 ст., Волоколамський повіт, Московська губернія, Росія) — преподобний, засновник (разом зі Зосимою Волоколамським) Сестринського монастиря на березі річки Сестри, в Волоколамському повіті (не зберігся). Пам'ять в Православній церкві — 21 травня. Їх мощі були поховані в Успенському храмі заснованої ними обителі.